# Павлюковская, Ольга Владимировна
Ольга Владимировна Павлюковская (род. 13 июля 1988 года, Гродно) — белорусская волейболистка, либеро. Мастер спорта Беларуси международного класса.

## Биография
Тренировалась в Гродненской областной СДЮШОР имени Александра Сапеги. Первый тренер — Ковалёва Тамара Борисовна.
Выступала за команды «Минчанка», «Коммунальник», «АЗС Политехника», «ПГНИГ Нафта Пила», «КСЗО Островец», «Протон».
В составе сборной Беларуси участвовала в четырёх чемпионатах Европы (2013, 2015, 2017, 2019).

## Достижения

### С клубами
- Трёхкратный серебряный призёр чемпионатов Беларуси (2008, 2010, 2012)
- Двукратный бронзовый призёр чемпионатов Беларуси (2007, 2011)
- Победитель Кубка Беларуси (2008)

### Индивидуальные
- Лучший либеро чемпионата Беларуси (2012, 2013)